# 側車搭檔
《側車搭檔》是動畫公司SILVER LINK.創立10週年紀念製作、以側車競賽群像劇為主題的日本原創電視動畫。2017年10月至12月在TOKYO MX、AT-X、SUN電視台等電視台播出。

## 故事簡介
側車競賽女高中生部門表演賽開賽的日子，來自全國各地參加「側車競賽」的女生正燃燒著鬥志。這是一場讓參賽選手表現出自己的重大賽事，雖然表演賽時不能過度競爭以及強硬超車，不過正式比賽中將可以期待這些選手高超技術的表現。以優勝為目標的女子賽車手向著終點衝刺！

## 登場人物

### 三宅女子高校

#### 側車社
宮田百合（聲：古賀葵）
東京都立三宅女子高等學校側車部駕駛手擔當。本作品的主人公之一。
民宿·曉的獨生女。認真而可靠的女孩子。觀察力優秀，此外駕駛感也是一流的。
喜歡棚橋教練，常與惠爭風吃醋。
擅長料理，喜歡甜食。一絲不苟。
目黑惠（聲：田中愛美）
東京都立三宅女子高等學校側車部副座手擔當。本作品的主人公之一。
三和旅館的獨生女。開朗、元氣滿滿、男孩子氣的女孩子。
喜歡棚橋教練，常與百合爭風吃醋。
直覺優秀，運動神經拔群。不擅長學習。比起製作料理更喜歡吃料理。
島津睦月（聲：齋藤彩夏）
東京都立三宅女子高等學校側車部維修師擔當。在幕後支持隊伍。
每天都為了將百合與惠的賽車調整到最佳狀態而揮灑汗水進行整備。
和田初音（聲：生天目仁美）
東京都立三宅女子高等學校側車部顧問。默默地看著百合與惠的成長。
曾是一名側車手，並與日暮搭檔。
棚橋教練（聲：三木真一郎）
東京都立三宅女子高等學校側車部教練。

#### 其他學生
蒔田愛（聲：德井青空）
東京都立三宅女子高等學校放送部。平常總在懶洋洋地發呆，但一拿起麥克風就突然轉變。
麥克風一旦握在手中，直到廣播結束為止都不離手。
板垣寧寧（聲：平田真菜）
東京都立三宅女子高等學校放送部。樂觀、我行我素的少女。
將來的夢想是播音員（※想要出演美食節目）。
高田雲雀（聲：中村櫻）
東京都立三宅女子高等學校報道部。
與百合、惠就讀同所學校的學妹。拿著大型單眼相機在會場來回奔走的活潑少女。
中島鶇（聲：長繩麻理亞）
東京都立三宅女子高等學校報道部。
操作無人機對比賽進行取材的眼鏡娘youtuber。

### 鈴鹿女學園側車社
鹽原千雪（聲：布萊德庫特·莎拉·惠美）
三重縣立鈴鹿女學園側車部駕駛手擔當。大小姐、優等生。將副座手·美咲發掘為自己的搭檔。
非常纖細，容易受傷。也有任性的一面，不過是會關心他人的溫柔女生。
永井美咲（聲：戶松遙）
三重縣立鈴鹿女學園側車部副座手擔當。受到千雪的邀請而開始側車運動。
家境並不富裕，為了維持家計而在進行打工。在同齡人中最為成熟。
乍一看好像很難親近，不過會對能夠交心的對象展露溫柔的表情。

### 筑波女子高校側車社
村田泉美（聲：七瀨彩夏）
茨城縣立筑波女子高等學校側車部駕駛手擔當。自尊心強烈、行為任性的女王型。
鈴木渚（聲：福圓美里）
茨城縣立筑波女子高等學校側車部副座手擔當。
膽小、害羞、老實的女孩子。面對兒時好友泉美的時候總是很畏縮。

### 茂木女子高校側車社
宍戶瑪麗亞（聲：洲崎綾）
栃木縣立茂木女子高等學校側車部。長相一模一樣的雙胞胎姐妹中的姐姐。
宍戶尤麗亞（聲：洲崎綾）
栃木縣立茂木女子高等學校側車部。長相一模一樣的雙胞胎姐妹中的妹妹。

### 生駒女子高校側車社
川真田佳苗（聲：清水彩香）
大阪府立生駒女子高等學校側車部駕駛手擔當。
栗林玉惠（聲：森島亞梨紗）
大阪府立生駒女子高等學校側車部副座手擔當。

### 多可女學園側車社
片倉真央（聲：志田有彩）
兵庫縣立多可女學園側車部駕駛手擔當。
井關瞳（聲：高垣彩陽）
兵庫縣立多可女學園側車部副座手擔當。
以彬彬有禮的語氣和動人的舉止營造出成熟氛圍的女孩子。

### 天瀨女學園側車社
天野愛麗絲（聲：吉岡麻耶）
京都府立天瀨女學園側車部駕駛手擔當。
哥德蘿莉&雙馬尾特徵的少女。
伊藤克蘿絲（聲：花守由美里）
京都府立天瀨女學園側車部副座手擔當。
和愛麗絲同樣身穿哥德蘿莉服裝，留着妹妹頭的少女。

### 其他
日暮洋子（聲：竹内惠美子）
三宅島上的駐警。
曾是一名側車手，是和田老師的搭檔。
百合的媽媽（聲：玉川砂記子）
百合的媽媽，民宿·曉的老闆娘。
惠的媽媽（聲：平松晶子）
惠的媽媽，三和旅館的老闆娘。
巴契爾姊妹（聲：小清水亞美（貝蒂）、中村櫻（蒂娜））
稱霸曼島TT賽的姊妹檔。姐姐貝蒂是棚橋教練前未婚妻，認為他一心專注賽車事物，因此把戒指退還給他。

## 電視動畫

### 製作人員
- 原作：
- 導演：田村正文
- 劇本統籌、編劇：高山克彥
- 人物原案：Tiv
- 人物設定：澤入祐樹
- 總作畫監督：澤入祐樹（不包含第2話）、山吉一幸
- 機械設定、機械作畫監督：氏家嘉宏
- 圖形概念設計師：根津孝太（日语：根津孝太）（znug design）
- 色彩設計：平間夏美
- 美術監督：加藤浩（日语：加藤浩）
- 3D監督：中島龍生
- 攝影監督：佐藤敦
- 剪輯：坪根健太郎
- 音響監督：龜山俊樹
- 音樂：高橋諒（日语：高橋諒 (音楽家)）
- 音樂製作人：關根陽一
- 音樂製作：Lantis
- 總製作人：安藤盛治、工藤大丈、齋藤滋、金子逸人
- 製作人：吉沼忍、田村淳一郎、山崎史紀、寺部明伸、清水美佳、關根陽一、宮城惣次、木村香織、鹽谷佳之、百田英生、大森慎司
- 動畫製作人：金子逸人
- 動畫製作：SILVER LINK.
- 製作：「側車搭檔」製作委員會

### 主題曲
所有歌曲作詞由兒玉沙織，作曲、編曲由高橋諒擔任。
片頭曲「Heart to Heart」
主唱：Sphere
第12話當片尾曲使用。
片尾曲「Angelica Wind」
主唱：Void_Chords feat. 宮田百合（古賀葵）&目黑惠（田中愛美）
插入歌「Feel your breath」（第10、12話）
主唱：Void_Chords feat. 宮田百合（古賀葵）&目黑惠（田中愛美）

### 各話列表
| 話數 | 日文標題                     | 中文標題             | 劇本     | 分鏡            | 演出     | 作畫監督                                                                                       | 總作畫監督        |
| ---- | ---------------------------- | -------------------- | -------- | --------------- | -------- | ---------------------------------------------------------------------------------------------- | ----------------- |
| #01  | Exhibition                   | 表演賽               | 高山克彥 | 田村正文        | 田村正文 | 古谷梨繪、久松沙紀 飯飼一幸、栗西祐輔 細田沙織                                                 | 澤入祐樹 山吉一幸 |
| #02  | Shakedown                    | 勘路                 | 高山克彥 | 田村正文 湊未來 | 伊部勇志 | 高橋瑞紀、水崎健太 山本貴則、上西麻耶 藁科將人                                                 | 山吉一幸          |
| #03  | Practise                     | 練習                 | 高山克彥 | 田村正文        | 井上圭介 | 池津壽惠、黑川 古谷梨繪、壽夢龍 服部憲知、平山剛士 前原薰、藪田裕希                            | 澤入祐樹 山吉一幸 |
| #04  | Swap Meet                    | 搭檔交換             | 高山克彥 | 川口敬一郎      | 田村正文 | 澤入祐樹、野田惠 平山剛士、船越麻友美 本多弘幸、村長由紀 本田創一、秋山宏 森本由布希           | 澤入祐樹 山吉一幸 |
| #05  | Reverse Grid                 | 逆向發車             | 高山克彥 | 田村正文        | 田村正文 | 澤入祐樹、山吉一幸 古谷梨繪、野田惠                                                            | 澤入祐樹 山吉一幸 |
| #06  | Dual Purpose                 | 兩人意志             | 高山克彥 | 西田正義        | 伊部勇志 | 山吉一幸、久松沙紀 細田沙織、福地和浩 水崎健太、高橋瑞紀                                       | 澤入祐樹 山吉一幸 |
| #07  | Side by Side                 | 並肩同行             | 高山克彥 | 川口敬一郎      | 井上圭介 | 水崎健太、細田沙織 野田惠、服部憲知 池津壽惠、古谷梨繪 前原薰、久松沙紀                        | 澤入祐樹 山吉一幸 |
| #08  | Engage                       | 深陷著迷             | 高山克彥 | 西田正義        | 西尾聰美 | 船越麻友美、秋山宏 久松沙紀、水崎健太 細田沙織、古谷梨繪                                       | 澤入祐樹 山吉一幸 |
| #09  | Mad Saturday                 | 狂熱週六             | 高山克彥 | 湊未來          | 伊部勇志 | 澤入祐樹、古谷梨繪 上西麻耶                                                                    | 澤入祐樹 山吉一幸 |
| #10  | Replay Log Data              | 複查數據             | 高山克彥 | 田村正文        | 井上圭介 | 藪田祐希、水崎健太 前原薰、久松沙紀 細田沙織                                                   | 澤入祐樹 山吉一幸 |
| #11  | Blue Flag                    | 藍旗                 | 高山克彥 | 西田正義        | 伊部勇志 | 久松沙紀、重國浩子 本多弘幸、高橋瑞紀 水崎健太、細田沙織 今田茜                                | 澤入祐樹 山吉一幸 |
| #12  | Ladies, Start Your Engines！ | 少女們，起動引擎吧！ | 高山克彥 | 田村正文        | 田村正文 | 古谷梨繪、久松沙紀 山吉一幸、細田沙織 水崎健太、平山剛士 前原薰、澤入祐樹 船越麻友美、高橋瑞紀 | 澤入祐樹 山吉一幸 |

### 播放媒體
日本深夜動畫：下文記載的日本国内播放時間使用日本標準時間（UTC+9）表示。因為部分時間标识會採用30小时制，因此請留意这类超过24:00的时间，其實際播放時間為翌日清晨。
| 播放地區 | 播放電視台 | 播放日期                | 播放時間（UTC+9）         | 所屬聯播網 | 備註                |
| -------- | ---------- | ----------------------- | ------------------------- | ---------- | ------------------- |
| 日本全國 | AT-X       | 2017年10月7日－12月23日 | 星期六 24時00分－24時30分 | 東京電視網 | 有重播              |
| 東京都   | TOKYO MX   | 2017年10月9日－12月25日 | 星期一 24時30分－25時00分 | 獨立局     |                     |
| 京都府   | KBS京都    | 2017年10月9日－12月25日 | 星期一 24時30分－25時00分 | 獨立局     |                     |
| 兵庫縣   | SUN電視台  | 2017年10月9日－12月25日 | 星期一 24時30分－25時00分 | 獨立局     |                     |
| 日本全國 | BS富士     | 2017年10月9日－12月25日 | 星期一 24時30分－25時00分 | 衛星電視   | 『ANIME GUILD』時段 |

| 刊登期間                | 刊登時間             | 刊登網站 | 備註               |
| ----------------------- | -------------------- | -------- | ------------------ |
| 2017年10月7日－12月23日 | 星期六 24時00分 更新 | Acfun    |                    |
| 2017年10月9日－12月25日 | 星期一 24時30分 更新 | AbemaTV  | 見10月動畫新作專題 |

### 藍光&DVD
| 卷數 | 發行日期       | 收錄話數      | 規格編號  | 規格編號   |
| 卷數 | 發行日期       | 收錄話數      | 藍光      | DVD        |
| ---- | -------------- | ------------- | --------- | ---------- |
| 1    | 2017年12月22日 | 第1話～第4話  | KAXA-7581 | KABA-10581 |
| 2    | 2018年2月23日  | 第5話～第8話  | KAXA-7582 | KABA-10582 |
| 3    | 2018年4月25日  | 第9話～第12話 | KAXA-7583 | KABA-10583 |

## 網路廣播
以《側車搭檔廣播 ～不只二人與不能說話！～》為標題，2017年9月25日至2018年1月15日，每週一在音泉發佈。主持人由宮田百合的聲優古賀葵和目黑惠的聲優田中愛美擔任。

## 漫畫版
2017年起在漫畫雜誌《月刊Comic Alive》（KADOKAWA／Media Factory品牌）從同年2017年11月號至2018年3月號，連載外傳4格漫畫《側車搭檔 Everyday（日语：つうかあ えぶりでぃ）》，由豆作畫。還有2017年10月7日至2018年5月20日在KADOKAWA官方漫畫網站《ComicWalker》連載同名正傳漫畫，由作畫。
- 《側車搭檔》，KADOKAWA〈MFC（日语：MFコミックス）〉，全2冊
  1. 2017年12月13日發售[9] ISBN 978-4-04-069650-8
  2. 2018年6月23日發售[10] ISBN 978-4-04-069882-3
- 豆《側車搭檔 Everyday》，KADOKAWA〈MF Comics Alive系列〉，全1冊，2018年2月23日發售[11] ISBN 978-4-04-069798-7

## 外部連結
- 電視動畫「側車搭檔」官方網站 （页面存档备份，存于） （日語）
- 電視動畫「側車搭檔」官方的X（前Twitter） （日語）
- 側車搭檔 ComicWalker （页面存档备份，存于） （日語）